# Оскоба
Оскоба — посёлок в Эвенкийском районе Красноярского края.
Образует сельское поселение посёлок Оскоба как единственный населённый пункт в его составе.
Расположен на правом берегу реки Подкаменная Тунгуска.
До 2002 года согласно Закону об административно-территориальном устройстве Эвенкийского автономного округа — село.

## История
В 1901 году из села Кежма тунгусник Иван Лукич Брюханов провел дорогу от Ангары на реку Подкаменную и основал факторию Оскоба. Начиная с 1919 года, ангарскими отделениями Енсоюза были основаны распределительные хлебные пункты на факториях Оскоба, Верхняя Контора, Ванавара, Панолик и Полигус. Недостаточное количество торговых пунктов, а главное наступивший голод — вот обстоятельства, заставившие тунгусов бросать свои насиженные места и перекочевывать поближе к этим пунктам и русским селам реки Ангара. Активное же заселение территорий, прилегающих к Подкаменной Тунгуске (Катанге), началось в годы советской власти после образования в 1930 году Эвенкийского национального округа. Напуганные призывами советской власти к вступлению в колхозы, ангарцы ехали на Катангу как строители или охотники по предложениям специальных вербовщиков.
Русские поселенцы жили в рубленых избах. Держали много лошадей, коров, свиней. Осенью почти все мужчины занимались охотой. В остальное время жители Оскобы работали в поле, на звероферме и сользаводе. Звероферма серебристо-черных лисиц была создана в 1938 году при Оскобской промыслово-охотничьей станции. Жители Оскобы сеяли много овса и ячменя на прокорм скоту, в полях вызревала даже пшеница. Выращивали капусту, лук, морковь, турнепс, картофель, и получали очень хорошие урожаи. Практически все сельскохозяйственные работы производились вручную или с помощью конной тяги. Ниже по течению на 18 км на сользаводе варили хорошую соль, которой снабжали даже Усть-Илимский, Богучанский и Кежемский районы.
В архивохранилище с. Ванавара имеются хозяйственные книги фактории Оскоба, начиная с 1944 года. Анализ записей в них устанавливает практическое отсутствие среди жителей эвенков. Оскоба была русским поселением, и жили в нем в основном ангарские переселенцы. На момент окончания Великой Отечественной войны среди жителей — преимущественно женщины и дети.
Оскобский сельский совет в Тунгусско-Чунском районе Эвенкийского автономного округа был образован в 1991 году. Его административным центром стал поселок Оскоба, исключенный при этом из состава Ванаварского сельского совета. Были установлены границы Оскобского сельского совета. На момент образования Оскобского сельсовета в поселке Оскоба проживало около двухсот человек. Оно являлось центром производственного участка Тунгусско — Чунского коопзверопромхоза площадью более 780 га, имевшего промыслово-звероводческое направление. В поселке имелись: звероферма, коровник, начальная школа, пекарня, детский сад, клуб, магазин, отделение связи, фельдшерско-акушерский пункт. Существовавшая в то время Катангская геофизическая экспедиция начала в Оскобе работы по развертыванию своего подсобного хозяйства. В конце 90-х оно было закрыто в связи с остановкой деятельности Катангской геофизической экспедиции.
Поселок Оскоба располагается в 145 км от села Ванавара. Связь этих поселений в летнее время осуществляется с помощью моторных лодок, в зимний период — по зимнику. Существует авиасвязь с помощью вертолета. К 2008 году в Оскобе оставалось 18 жителей, из которых 11 человек пенсионного возраста. В 2007—2008 годах на окраине поселка временно размещали свою базу геофизики ТНГ «Востокгео», решающие задачи поисков и разведки углеводородов в Эвенкии.

## Население
| 2010 | 2012 | 2013 | 2014 | 2015 | 2016 | 2017 |
| ---- | ---- | ---- | ---- | ---- | ---- | ---- |
| 17   | ↘15  | →15  | ↘12  | ↗13  | ↘11  | ↘10  |
| 2018 | 2019 | 2020 | 2021 |      |      |      |
| →10  | ↗14  | ↗15  | →15  |      |      |      |

В настоящее время в п. Оскоба официально числятся 24 жителя, в том числе два несовершеннолетних ребенка. Но постоянно проживают в селе около 10 человек. В Оскобе всего две организации — администрация села и дизельная станция. Местные жители также трудятся в ООО «ТНГ-групп», которое базируется в 30 км от Оскобы.

## Местное самоуправление
Согласно ст. 25 № 131 ФЗ «Об общих принципах организации местного самоуправления в Российской Федерации» в поселении с численностью жителей, обладающих избирательным правом, не более 100 человек для решения вопросов местного значения проводится сход граждан.
Сход граждан осуществляет полномочия представительного органа муниципального образования, в том числе отнесенные к исключительной компетенции представительного органа муниципального образования.
Глава поселка
- Кутишенко Елена Вадимовна. Дата избрания: 29.03.2014. Дата переизбрания: 31.03.2023. Срок полномочий: 5 лет.

Руководители поселка
- Богданов Дмитрий Владимирович, глава поселка в 2006—2014 гг.